# Brian Michael Bendis
Brian Michael Bendis (ur. 18 sierpnia 1967 roku) – amerykański autor scenariuszy i ilustracji komiksowych. Jest laureatem pięciu nagród Eisnera.
Bendis zaczynał od komiksów kryminalnych i noir, by później przenieść się do głównego nurtu komiksów o superbohaterach. Wraz z Billem Jemasem i Markiem Millarem, Bendis był głównym architektem Ultimate Marvel Universe, wprowadzając na rynek Ultimate Spider-Mana w roku 2000. W 2004 roku był autorem New Avengers dla wydawnictwa Marvel Comics, dla którego napisał także następujące eventy: Secret War (2004-2005), House of M (2005), Secret Invation (2008), Siege (2010) oraz Age of Ultron (2013).
Chociaż Bendis podawał Franka Millera i Alana Moore'a, jako scenarzystów komiksowych, którymi się inspirował, w swoich własnych scenariuszach komiksowych czerpie z twórczości takich twórców, jak David Mamet, Richard Price czy Aaron Sorkin, których dialogi Bendis uważa za „najlepsze, bez względu na medium.”
Oprócz pisania komiksów pracował nad programami telewizyjnymi grami wideo i filmami. Jesienią 2013 roku zaczął wykładać na kierunku Powieści Graficznych na Uniwersytecie Oregońskim, a obecnie na pracuje Uniwersytecie Stanowym w Portland. W 2014 roku Bendis napisał tekst do książki The Art and Business of Writing Comics and Graphic Novels wydaną przez wydawnictwo Random House, która zajęła pierwsze miejsce na liście sprzedaży Amazona.
W listopadzie 2017 roku Bendis przeniósł się z Marvela do DC Comics, gdzie zaczął pracować nad seriami Action Comics i Superman, a także nad komiksem Naomi w ramach nowego imprintu Wonder Comics.